# Ноа Сайрус
Ноа Ліндсі Сайрус (англ. Noah Lindsey Cyrus; нар. 8 січня 2000) — американська співачка та акторка. 2016 року випустила дебютний сингл «Make Me (Cry)» за участю Labrinth. Номінована як найкращий новий виконавець на 63-й щорічній премії Греммі. Її назвали однією з 30 найвпливовіших підлітків Time у 2017 році. 

## Ранні роки
Ноа Сайрус народилася 8 січня 2000 року в Нашвіллі, штат Теннессі, у сім'ї продюсера і режисера Тіш Сайрус і кантрі-співака Біллі Рея Сайруса. У її батьків був нестабільний шлюб, кожен по кілька разів подав на розлучення, але вони відновлювали стосунки. Серед її братів і сестер є Майлі, Брейсон, Бренді, Трейс і Крістофер Сайрус, які також переважно стали музикантами та артистами. Їхній дід по батьковій лінії, Рон Сайрус, був політиком у Кентуккі.

## Кар'єра

### Акторська кар'єра
У 2 роки Сайрус почала акторську кар'єру, зігравши Грейсі Хеберт у шостому епізоді телесеріалу «Док». Вона була фоновою танцівницею у фільмі Ханна Монтана 2009 року та зіграла невеликі ролі в шести епізодах оригінального серіалу Ханна Монтана на каналі Disney. Також з'явилася у фільмі Mostly Ghostly. 2009 року в англійській версії аніме-фільму Поньо озвучила головну героїню. Вона заспівала англійську версію пісні до цього фільму, виступаючи разом із Френкі Джонасом. У період з 2009 по 2010 рік Сайрус вела вебшоу з Емілі Грейс Рівз під назвою The Noie and Ems Show. 2021 року знялася у сьомому епізоді антології жахів «Американській історії жахів», зігравши персонажа на ім'я Конні.

### Музична кар'єра
15 листопада 2016 року було оголошено, що Сайрус підписала контракт зі звукозаписним лейблом Баррі Вайса під назвою RECORDS, а пізніше підписала угоду про менеджмент з Maverick під керівництвом Адама Лебера. Того ж дня вона випустила дебютний сингл «Make Me (Cry)» за участю британського співака Labrinth. У грудні 2016 року випустила акустичний перфоменс «Almost Famous». Вона також виступила з вокалом у пісні «Chasing Colors» у виконанні Marshmello та Ookay, яка вийшла в лютому 2017 року. 14 квітня 2017 року випустила ще один сингл під назвою «Stay Together», а потім сингл «I'm Stuck» 25 травня 2017 року. 21 вересня 2017 року вийшов ще один сингл «Again» за участю XXXTentacion. З 19 вересня 2017 року по 1 листопада 2017 року вона відкривала для Кеті Перрі шоу Witness: The Tour. У листопаді 2017 року Сайрус з'явилася на Emo Nite в Лос-Анджелесі. «My Way», спільна робота з електронною групою One Bit, вийшла 24 листопада 2017 року.
Її перший сингл 2018 року, «We Are…» за участю данського виконавця MØ, що вийшов 7 лютого. Сайрус випустила «Team», у співпраці з MAX, 11 травня 2018 року. Наступна спільна робота «Lately» з'явилася 15 червня 2018 року з Александером Таннером. 9 липня 2018 року Сайрус оголосила про свій перший хедлайнерський тур The Good Cry Tour. «Live or Die», спільна робота з Lil Xan вийшла 20 серпня 2018 року. Норвезький діджей Matoma представив Сайрус на треку «Slow» у 2017 році, який був представлений у його другому альбомі One in a Million, що вийшов 24 серпня 2018 року. 21 вересня 2018 року Сайрус випустила новий мініальбом Good Cry, у якому були нові пісні, зокрема «Mad at You» у співпраці з Gallant та «Punches» у співпраці з LP. Діджей Алан Уокер виступив із вокалом Сайрус на «All Falls Down» з його дебютного студійного альбому Different World, який вийшов 14 грудня 2018 року. 31 липня 2019 року Сайрус випустила пісню під назвою «July» як перший сингл другого мініальбому The End of Everything. 24 липня 2020 року Сайрус випустила кавер на композицію Мака Міллера «Dunno».
15 травня 2020 року Сайрус випустила другий мініальбом The End of Everything, який рецензент AllMusic описав як «вразливий погляд на психічну та емоційну боротьбу співака/автора пісень через щирі та прості пропозиції».
Після гарного прийому The End Of Everything вона була готова випустити дебютний студійний альбом на початку 2021 року. Сайрус випустила «All Three» 11 грудня 2020 року з музичним відео наступного тижня. Вона знову не коментувала цю тему до 8 лютого 2021 року, коли вона оголосила у своєму Instagram, що збирається випустити спільний EP зі співавтором PJ Harding («July», «I Got So High That I Saw Jesus», «I Got So High That I Saw Jesus», «The End Of Everything») та його перший сингл «Dear August» мали вийти через 3 дні. Мініальбом People Don't Change вийшов пізніше 2021 року.

## Дискографія

### Мініальбоми
- Good Cry (2018)
- The End of Everything (2020)
- People Don't Change (with PJ Harding) (2021)